# Isa Ternede
Isa Ternede (Diemen, 26 januari 2001) is een Nederlandse handbalster die uitkomt voor het Duitse Buxtehuder SV en het Nederlands handbalteam.

## Biografie

### Clubcarrière
Ternede trainde mee bij SV Zeeburg, maar speelde geen wedstrijden voor deze club. Haar eerste profclub was VOC Amsterdam. In de seizoenen 2018/19 en 2022/23 werd ze met deze club kampioen. Na het tweede kampioenschap verhuisde Ternede naar Füchse Berlin waarmee ze actief was in de tweede Bundesliga. Na een jaar verliet ze deze club alweer voor een overstap naar Buxtehuder SV, waarmee ze sindsdien actief is in de Bundesliga. In een thuisduel tegen TuS Metzingen kwam ze vijfmaal tot scoren.

### Interlandcarrière
In 2017 nam Ternede met Nederland –17 deel aan het Europese Jeugd Olympisch Festival in Győr, Hongarije en het EK –17 in Slowakije. Twee jaar later wist ze tijdens het EK –19, eveneens in Györ, een zilveren medaille te winnen.
In 2024 maakte Ternede haar debuut de Nederlandse handbalteam. In november 2024 werd Ternede opgenomen in de selectie van Nederland voor het EK 2024. De nieuwe bondscoach nam Ternede op als onderdeel van de nieuwe lichting Nederlandse handbalsters.

## Onderscheidingen
- - Nederlands kampioen 2× (2018/19 en 2022/23)